# Moonspell
Moonspell er et portugisisk gothic-doom metal-band dannet i 1992. Gruppen udgav deres første ep Under the Moonspell i 1994, et år før deres udgivelse af debutalbummet Wolfheart. Bandets popularitet voksede hurtigt og de blev et af de mest kendte bands i Portugal. Moonspell nåede toppen af de portugisiske hitlister med albummet Sin/Pecado og er sammen med Metallica og Iron Maiden de eneste metalbands der har opnået første pladsen på de portugisiske hitlister med udgivelsen af deres seneste album Memorial i 2006. Med Memorial var Moonspell også det første portugisiske band der blev tildelt guld status. Gruppen er også meget populær i Tyskland og med albummet Memorial har de trådt ind som nummer 68 på Top 100 listen.

## Medlemmer

### Nuværende medlemmer
- Fernando Ribeiro (Langsuyar) – Vokal
- Miguel Gaspar (Mike/Nisroth) – Trommer
- Ricardo Amorim (Morning Blade) – Guitar
- Pedro Paixão (Passionis/Neophytus) – Keyboard / Guitar
- Aires Pereira (Ahriman) – Bas

### Tidligere medlemmer
- Luís Lamelas (Malah/Fenrir) – Guitar
- João Pedro (Ares/Tetragrammaton) – Bas (1989 – 1997)
- Sérgio Crestana – Bass (1997 – 2003)
- Niclas Etelävuori (Amorphis) – Bas 2003 (Kun i studiet)

## Diskografi

### Studiealbums
- Wolfheart (1995)
- Irreligious (1996)
- Sin/Pecado (1998)
- The Butterfly Effect  (1999)
- Darkness and Hope (2001)
- The Antidote (2003)
- Memorial (2006)
- Under Satanæ (2007)
- Night Eternal (2008)
- Alpha Noir (2012)
- Extinct (2015)
- 1755 (2017)
- Hermitage (2021)

### Demoer
- Serpent Angel (Morbid God reklame) (1992)
- Anno Satanae (1993)

### Ep'er
- Wolves From The Fog (1994)
- Under the Moonspell [EP] (1994)
- 2econd Skin (1997)

### Singler
- Opium (1996)
- The Butterfy Effect (1999)
- Nocturna] (2001)
- Everything Invaded (2003)
- Finisterra (2006)

### Opsamlingsalbums
- The Great Silver Eye (2007)

## Fodnoter
1. ↑  "Moonspell Biography". Rockul.info. Arkiveret fra originalen 15. oktober 2006. Hentet 2006-11-16.
2. 1 2  "03 May 2006 - Moonspell breaks into the chars and live news". Moonspell.com. Arkiveret fra originalen 25. maj 2010. Hentet 2006-11-16.
3. ↑  "Moonspell: Memorial certified gold in Portugal". Blabbermouth.net. 2007-01-16. Arkiveret fra originalen 21. januar 2007. Hentet 2007-01-17.

| Musikgruppe | Spire Denne artikel om en musikgruppe er en spire som bør udbygges. Du er velkommen til at hjælpe Wikipedia ved at udvide den. |